# 斯邁利峰
斯邁利峰（英語：Smillie Peak），是南極洲的山峰，位於南喬治亞島，處於科內柳森山以東1.6公里，屬於阿勒代斯山脈的一部分，海拔高度1,765米，由英國南極名稱諮詢委員會命名，現時由英國海外領土管轄。